# Скопско Радлер
Скопско Радлер је македонско пиво, представљено 2012. године од стране Пиваре Скопље као екстензија бренда Скопско. Скопско Радлер представља мешавину најквалитетнијег македонског пива и сока од лимуна који гаси жеђ и делује освежавајуће. Креирано је за младе људе који су у потрази за савршеним освежењем.
Као пиво са 2% алкохола и савршене комбинације састојака, Скопско Радлер је стекло своју популарност одмах након појављивања на тржишту, посебно код младих људи који су у потрази за савршеним, двојним освежењем (сок од лимуна и пиво). Ово пиво је присутно на македонском тржишту током летње сезоне као једна од најбољих опција за освежење.
Лансирањем пива Скопско Радлер, Пивара Скопље је наставила да нуди иновативне производе са беспрекорним укусом и квалитетом. Креирањем Скопског Радлера отворила је пут ка једној новој категорији на тржишту пива, категорији са потенцијалом да допринесе расту целокупног тржишта пива. Скопско Радлер је прво овакво пиво произведено у Републици Македонији.